# 805 v.Chr.
Het jaar 805 v.Chr. is een jaartal volgens de christelijke jaartelling.

## Gebeurtenissen

### Assyrië
- Koning Adad-Nirari III sluit een vredesverdrag met de vazalstaten Juda en Israël.